# Les Verts (Pays-Bas)
Pour les articles homonymes, voir Les Verts.
Ne doit pas être confondu avec Gauche verte (Pays-Bas).
Les Verts (en néerlandais : De Groenen) sont un parti politique néerlandais, fondé en 1983. Situé au centre de l'échiquier politique, le parti est d'orientation écologiste.

## Histoire
Les Verts sont fondés en 1983 sous le nom de Verts européens (Europese Groenen). En 1985, le parti change de nom pour Verts fédéraux (Federale Groenen), avant d'adopter la dénomination actuelle de Les Verts (De Groenen) en 1989. Les Verts, qui suivent une ligne écologiste très pure, peinent à prospérer face à la création en 1989 de la Gauche verte, un groupement de quatre petits partis de gauche, à l'inclusion de politiques environnementalistes dans les programmes de autres partis politiques et à l'adoption, en 1989 également, d'un Plan de politique environnementale nationale.
Les Verts sont un petit parti politique. Lors du 57e congrès du parti, le 25 janvier 2014 à Amsterdam, seulement 18 personnes sont présentes, sur un total d'environ cinquante membres. Bien qu'il ne prenne plus part aux élections législatives à partir de 1998, le scrutin de 2021 marque son retour sur la scène politique nationale, puisqu'une liste des Verts est soumise aux électeurs.
Le parti place au cœur de sa pensée et de son action la capacité d'adaptation de l'économie et la capacité porteuse des terres. Il se prononce en faveur d'un revenu de base inconditionnel et se montre critique vis-à-vis des interventions militaires, comme celles menées au Kosovo (1999), en Afghanistan (2001) ou en Irak (2003). Par ailleurs, Les Verts sont membres fondateurs du Parti vert européen.

## Résultats électoraux

### Élections législatives
| Année | Voix    | %       | Sièges  | Tête de liste                |
| ----- | ------- | ------- | ------- | ---------------------------- |
| 1986  | 18 641  | 0,20    | 0 / 150 | Marten Bierman               |
| 1989  | 31 312  | 0,35    | 0 / 150 | Roel van Duijn               |
| 1994  | 13 902  | 0,15    | 0 / 150 | Hein Westerouen van Meeteren |
| 1998  | 16 585  | 0,19    | 0 / 150 | Jaap Dirkmaat                |
| 2021  | À venir | À venir | 0 / 150 | Otto ter Haar                |

### Élections européennes
| Année | Voix           | %              | Mandats        | Tête de liste   |
| ----- | -------------- | -------------- | -------------- | --------------- |
| 1984  | 67 413         | 1,27           | 0 / 25         | Bart Kuiper     |
| 1989  | Non représenté | Non représenté | Non représenté | Non représenté  |
| 1994  | 97 206         | 2,35           | 0 / 31         | Herman Verbeek  |
| 1999  | Non représenté | Non représenté | Non représenté | Non représenté  |
| 2004  | Non représenté | Non représenté | Non représenté | Non représenté  |
| 2009  | 8 517          | 0,19           | 0 / 25         | Otto ter Haar   |
| 2014  | 10 883         | 0,23           | 0 / 26         | Jolanda Verburg |
| 2019  | 9 546          | 0,17           | 0 / 26         | Paul Berendsen  |

### Élections provinciales
Les Verts est anciennement représenté par un siège aux États provinciaux de Hollande-Septentrionale, de Hollande-Méridionale (élu sur une liste commune avec la Gauche verte) et de Gueldre (élu sur une liste commune avec Leefbaar Gelderland). Lors des élections provinciales de 2003, le parti perd tous ses sièges.

### Élections sénatoriales
De 1995 à 2003, Marten Bierman représente les Verts à la Première Chambre. Il est élu grâce à des votes de préférence en 1995 sur une liste d'union entre son parti et des élus provinciaux indépendants, puis réélu via cette même alliance en 1999.

### Élections municipales
Les Verts sont anciennement présents dans les conseils municipaux d'Amsterdam, Leyde, Zwolle, Nimègue, Haarlem et de Haren. Lors des élections municipales de 2006, le parti perd ses sièges à Leyde et à Amsterdam, mais en remporte cinq au conseil municipal de Zwolle dans un groupe commun avec la Gauche verte. Avec Amsterdam Anders, le parti est représenté dans certains conseils d'arrondissement d'Amsterdam. Lors des élections de 2010, un membre du parti est élu au conseil municipal de Zevenaar, tandis que le parti perd sa représentation à Zwolle.

### Office des eaux Amstel, Gooi et Vecht
Depuis les élections du 18 mars 2015 Ronald Schönberger représente Les Verts à l'Office des eaux Amstel, Gooi et Vecht. À la suite des élections du 20 mars 2019, Matthijs Pontier (du Parti pirate) rejoint Schönberger à l'Office des eaux Amstel, Gooi et Vecht.